# Дворец ручных игр
Дворец ручных игр (азерб. Əl Oyunları sarayı, или Əl Oyunları stadionu), известный также как Дворец спорта (азерб. İdman sarayı) — спортивная арена, расположенная в городе Баку, столице Азербайджана.

## Общие сведения
Дворец ручных игр был построен в 1974 году. Вмещает 1628 зрителей.
На арене проводятся различного рода соревнования и мероприятия.
Также во дворце ручных игр проводятся различного рода соревнования по футзалу.
В рамках подготовки к Первым европейским играм в 2014 году был проведён капитальный ремонт здания.

## Мероприятия
В феврале 2004 года во дворце прошёл международный отборочный турнир XXVIII летних Олимпийских игр по тхэквондо.
Во дворце был расположен Евроклуб прошедшего в Баку песенного конкурса «Евровидение 2012».
В 2015 году в рамках I Европейских игр прошли соревнования по настольному теннису и бадминтону.
17 декабря 2023 года проведён фестиваль японской культуры и будо.
С 28 июня по 7 июля 2024 года во дворце прошёл международный турнир по шахматам «Баку Опен 2024» с участием более 300 шахматистов из нескольких стран мира.

## Галерея
- Дворец спорта в 2008 году
- Капитальный ремонт здания в марте 2014 года